# Бакоянни, Дора
Феодора (Дора) Бакоянни (греч. Θεοδώρα (Ντόρα) Μπακογιάννη; род. 6 мая 1954, Афины) — греческий политический и государственный деятель. Действующий депутат парламента. В прошлом — министр культуры (1992—1993), первая женщина-мэр (димарх) общины Афины (2003—2006), министр иностранных дел Греции (2006—2009).

## Биография
Старшая из четырёх детей греческого политического деятеля Константиноса Мицотакиса. Образование получила в Афинском и Мюнхенском университетах. В 1968 году вместе со своей семьёй оказалась в изгнании после прихода к власти в Греции хунты «чёрных полковников». Вернулась в Афины в 1974 году. В том же году вышла замуж за Павлоса Бакоянниса, журналиста и политического деятеля. В этом браке у неё родились двое детей.
Работала в различных министерствах. В 1989 году её мужа Павлоса Бакоянниса убили террористы из леворадикальной организации «17 ноября». В следующем году, когда её отец Константинос Мицотакис был избран премьер-министром Греции, стала руководительницей офиса своего отца, а впоследствии министром культуры.
В 2002 году стала первой женщиной-мэром Афин, и в этом качестве принимала гостей Олимпиады-2004. В 2006—2009 году являлась министром иностранных дел в кабинете Константиноса Караманлиса. Основное направление внешней политики на тот момент — укрепление сотрудничества с НАТО.
Дора Бакоянни была исключена из состава партии «Новая демократия» и её парламентской фракции Антонисом Самарасом 7 мая 2010 года после того, как она проголосовала за ратификацию программы финансовой помощи Греции от ЕС и МВФ Греции для предотвращения дефолта, вопреки позиции партии. Этот шаг был воспринят аналитиками как попытка ограничить влияние семьи Мицотакисов, а главным образом, Константиноса Мицотакиса, который остаётся почетным лидером партии (также Кириакос Мицотакис — депутат Греческого парламента) на политику «Новой Демократии».
17 октября 2010 года Дора Бакоянни объявила о намерении создать новую партию, в которую войдут члены «Новой Демократии», несогласные с курсом Антониса Самараса.
21 ноября 2010 Дора Бакоянни объявила об учреждении собственной новой политической партии Демократический альянс.